# Колодезское (Задонский район)
Коло́дезское — деревня Хмелинецкого сельсовета Задонского района Липецкой области. Имеет одну улицу: Солнечная .

## Население
| 2010 |
| ---- |
| 67   |